# Sara Beatriz Guardia
Sara Beatriz Guardia es una escritora peruana, directora del Centro de Estudios La Mujer en la Historia de América Latina (CEHMAL), directora de la Comisión del Bicentenario Mujer e Independencia en América Latina, y directora de la Cátedra José Carlos Mariátegui.

## Labor profesional
La labor profesional de Sara Beatriz se dirige hacia la investigación y la valoración del papel de la mujer en la sociedad latinoamericana durante las diferentes etapas de la historia. En 1985 publicó su libro Mujeres peruanas. El otro lado de la historia, con el objetivo de estudiar la presencia de las mujeres en la historia del Perú. A finales de ese año, fue considerado como uno de los mejores libros de Historia escritos en 1985.  La segunda edición del libro data de 1986, y nueve años después en 1995 la tercera edición; la cuarta es del 2002, y fue prologada por Michelle Perrot, profesora Emérita de la Universidad París 7. Codirectora del libro Historia de las Mujeres de Occidente. La quinta edición de Mujeres Peruanas. El otro lado de la historia, se publicó en el 2013; y la sexta edición en el 2021.
En noviembre de 1998, Sara Beatriz Guardia fundó el Centro de Estudios La Mujer en la Historia de América Latina, CEMHAL, www.cemhal.org, el primer centro dedicado al estudio de la historia de las mujeres en la región. Desde entonces han difundido la Revista Historia de las Mujeres, que cuenta actualmente con 223 números, donde se publican artículos concernientes al desarrollo de los estudios de la historiografía de género en América Latina, y reseñas de libros referidos al tema. En el 2023, CEMHAL cumple el 25 aniversario de su fundación. 

## Líneas de investigación
Estos son los objetivos del CEMHAL, y las líneas de investigación con el propósito de construir la Historia de las mujeres:
- Situación de las mujeres en las sociedades prehispánicas
- Impacto de la conquista española en las mujeres
- Condiciones de las mujeres en el período colonial en América Latina: familia, cultura, cultura afectiva, religión, educación, literatura, periodismo y arte
- Las mujeres en la independencia de América Latina
- Cambios producidos en el imaginario femenino de América Latina en los siglos XIX y XX
- Representaciones de la mujer en los siglos XIX y XX
- Elementos teóricos e históricos en la conformación de movimientos de mujeres en América Latina
- Historiografía feminista latinoamericana
- Escritura femenina e historia en América Latina
- Historia de la sexualidad y de la maternidad en América LAtina
- La mujer latinoamericana en el discurso histórico

## Simposios Internacionales
Se han realizado los siguientes Simposios Internacionales: Simposio Internacional La Mujer en la Historia de América Latina. Lima, 2000. Simposio Internacional Escritura Femenina e Historia en América Latina. Lima, 2006. Seminario Escritoras del Siglo XIX en América Latina. Lima, 2007. Simposio Internacional Las Mujeres en la Independencia de América Latina. Lima, o 2009. Primer Congreso Internacional Las Mujeres en los procesos de Independencia de América Latina. Lima, 2013. Al final del Congreso se aprobó la Declaración de Lima http://www.cemhal.org/revista1.html (enlace roto disponible en Internet Archive; véase el historial, la primera versión y la última)., traducida al inglés, portugués, francés y alemán. Simposio internacional Las mujeres en la formación de los Estados Nacionales en América Latina y El Caribe. Lima, 2017. Simposio Internacional Las Mujeres en la Independencia del Perú. Lima, 2021. Simposio Internacional Las Mujeres en la Guerra del Pacífico. Lima, 
2023.
Redes de Investigación: Historia de las Mujeres en América Latina, y Viajeras entre dos mundos (siglos XVI-XXI). 

## Libros autora
- Sara Beatriz Guardia. Mujeres peruanas. El otro lado de la historia. Lima: 2021, 6.ª edición.
- Sara Beatriz Guardia. Claudia Luna, Fanny Arango Keeth, Edgar Montiel.  Micaela Bastidas. Lima: CEMHAL, 2021.
- Sara Beatriz Guardia. Dominga, Francisca, Flora. Soy una fugitiva, una profana, una paria. Lima, 2017, 2.ª edición.
- Sara Beatriz Guardia. José Carlos Mariátegui. Una visión de género. Lima: 2016.
- Sara Beatriz Guardia. Mujeres de Amauta. Caracas: Fundación Biblioteca Ayacucho, 2014.
- Sara Beatriz Guardia. El poder de la palabra. Edición digital. Lima, 2014.
- Sara Beatriz Guardia. La quinua. Alimento de las culturas andinas. Lima, 2013.
- Sara Beatriz Guardia. Una mirada femenina a los clásicos. Lima, 2010.
- Sara Beatriz Guardia. La flor morada de los Andes. Lima: Universidad de San Martín de Porres, 2008. 2.ª. edición.
- Sara Beatriz Guardia. José Carlos Mariátegui. Una visión de género. Lima: Editorial Minerva, 2006.
- Sara Beatriz Guardia. La fleur violette des Andes. Lima: Universidad de San Martín de Porres, 2008.
- Sara Beatriz Guardia. Una fiesta del sabor. El Perú y sus comidas. Lima, 2000.
- Sara Beatriz Guardia. Voces y cantos de las mujeres. Lima, 1999.
- Sara Beatriz Guardia. El amor como acto cotidiano. Lima: Editorial Minerva, 1994.
- Sara Beatriz Guardia. Mujeres Peruanas. El otro lado de la Historia. Lima: Editorial Humboltd, 1985. Primera edición.

### Dirección de edición y compilación
- Sara Beatriz Guardia. Edición y compilación. 'El pensamiento de Mariátegui en La escena contemporánea Siglo XXI. Lima: Cátedra Mariátegui. Universidad de Moquegua, 2021.
- Sara Beatriz Guardia. Edición y compilación. Las mujeres en la Independencia del Perú. Lima: CEMHAL, 2021.
- Sara Beatriz Guardia. Edición y compilación. Simposio Internacional 7 ensayos 90 años. Libro digital. Lima: Catedra Mariátegui, 2019.
- Sara Beatriz Guardia. Las mujeres en la formación de los Estados Nacionales en América Latina y El Caribe. Lima: CEMHAL. Libro digital, 2018.
- Sara Beatriz Guardia. Edición y compilación. Primer Congreso Las mujeres en los procesos de Independencia de América Latina. Lima: Lima: UNESCO, USMP, CEMHAL, 2014.
- Sara Beatriz Guardia - Sandro Mariátegui. Edición y compilación. Mariátegui en el siglo XXI. Textos críticos. Lima: Librería Editorial Minerva, 2012.
- Sara Beatriz Guardia. Edición. Viajeras entre dos mundos. CEMHAL. Brasil: Universidad Federal Grande Dourados, 2012.
- Sara Beatriz Guardia. Edición. La ruta de la papa. De los Andes Peruanos a Europa. Historia, sociedad y cultura. Siglos XVI-XXI. Lima, USMP, 2011.
- Sara Beatriz Guardia. Edición. Las mujeres en la Independencia de América Latina. Lima, CEMHAL, 2010.
- Sara Beatriz Guardia. Edición y compilación. Mujeres que escriben en América Latina. Lima: Centro de Estudios La Mujer en la Historia de América Latina, CEMHAL, 2007.
- Sara Beatriz Guardia. Edición y compilación. Escritura de la historia de las mujeres en América Latina. Lima: Centro de Estudios La Mujer en la Historia de América Latina, CEMHAL - Universidad de San Martín de Porres - Centro de Estudios Latinoamericanos de la Universidad Fernando Pessoa (Portugal) - Foro de Estudios Culturales de Viena, 2005.
- Sara Beatriz Guardia – Juan Andreo. Edición y compilación. Historia de las Mujeres en América Latina. Murcia: Departamento de Historia Moderna y de América de la Universidad de Murcia - Centro de Estudios La Mujer en la Historia de América Latina, CEMHAL, 2002.

## Premios recibidos
- Reconocimiento Día Internacional de la Mujer. Municipalidad de Barranco. Lima, 8 de marzo de 2014.
- Medalla Simón Bolívar. UNESCO.  Lima, 21 de agosto de 2009.
- Reconocimiento Año Internacional de la Papa. Ministerio de Agricultura. Lima, diciembre, 2008.
- La flor morada de los Andes. Mejor Libro entre los Mejores publicados durante los 12 últimos años.Gourmand World Cookbooks Awards 2008 Opera House, Frankfurt, 14 de octubre de 2008.
- Medalla Ville de Bagneres de Bigorre. Hautes Pyrénées. Europa América Latina al alba del tercer milenio. Miradas cruzadas, Pau, 2000.
- Mujeres Peruanas. El otro lado de la Historia.  Mejor libro de historia escrito en 1985. Es el único libro que aborda una síntesis de la historia del Perú desde una perspectiva de género. Diario El Comercio, diciembre de 1985.